# ویکی‌تود
ویکی‌تود (به انگلیسی: Wikitude) یک نرم‌افزار موبایل واقعیت افزوده که توسط شرکت اتریشی Wikitude GmbH توسعه داده می‌شود و در اکتبر ۲۰۰۸ به عنوان یک نرم‌افزار رایگان منتشر شد. این برنامه اطلاعات مرتبط با اطراف کاربر را از دید دوربین موبایل نمایش می‌دهد. ویکی‌تود اولین نرم‌افزار واقعیت افزوده مکان مبنا قابل دسترس برای عموم بود.

## طرز کار
برای واقعیت افزوده موقعیت محور، از موقعیت کاربر (بوسیله جی‌پی‌اس یا وای-فای)، جهت صورت کاربر (بوسیله قطب‌نما) و شتاب‌سنج برای محاسبه موقعیت اشیا در صفحه نمایش موبایل استفاده می‌شود.